# Papel carbón

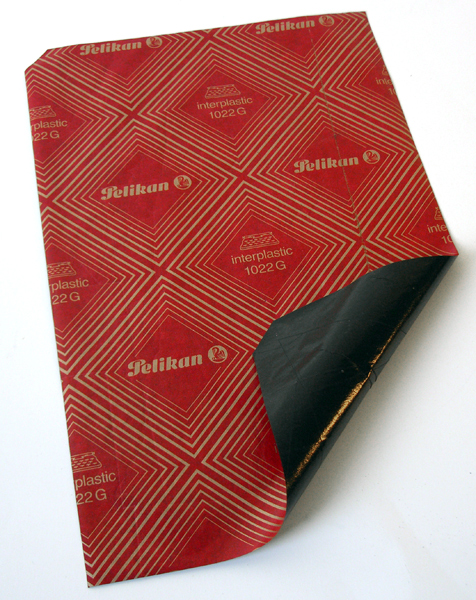
Hoja de papel de calco.

El papel carbón (también llamado en algunos países papel pasante, papel calco, papel calca o papel carbónico) es una lámina que permite hacer copias simultáneamente al utilizar máquinas de escribir, impresoras de impacto o simplemente escritura a mano.
Este método de copia trae impregnado tinta, cera o carbón (de ahí el nombre papel carbón) por una de sus caras, la que se traspasa a una nueva hoja bajo la presión que ejerce la máquina de escribir o el lápiz, al colocar el papel de calco entre la hoja original y la hoja donde se hará la copia. Dado que actúa bajo presión no es útil para realizar demasiadas copias.
Sin embargo, hay que señalar que su origen no está, ni mucho menos, dilucidado del todo: en torno a 1592, el escritor llerenense Luis Zapata de Chaves y Portocarrero escribía en su miscelánea conocida como Varia historia: «Invención de agora es traer tinta en polvo, que se puede llevar secreta en un lienzo o en un papel sin derramarse, que son un poco pardos, y, echándolos en un plato o en cualquier vaso  y encima  una poca de agua, se tornan tinta negra y fina. Escríbese, también, con zumo de un limón en papel, que queda, como antes, tan blanco, y, en llegándolo al fuego, se parecen las letras claras. También se trata, en el seno, un papel negro que, sin pluma ni tinta, se escribe con un palillo puesto debajo en papel blanco» (cap. 188, "De invenciones nuevas"), lo cual constituye un antecedente muy previo a la invención decimonónica del papel carbón.
En inglés, a la copia creada se le llama carbon copy (copia de carbón). En la actualidad se continúa usando esta denominación en los sistemas de correo electrónico al señalar con las siglas «CC» que se trata de una copia de un original.
En 1801 Pellegrino Turri, un inventor italiano, inventó el papel de carbón para proporcionar la tinta para su máquina de escribir mecánica, una de las primeras. Ralph Wedgwood obtuvo la primera patente para el papel carbón en 1806.